# Флаг Палласовки
Флаг городского поселения Палла́совка Палласовского муниципального района Волгоградской области Российской Федерации.

## Описание
«Флаг городского поселения Палласовка представляет собой прямоугольное полотнище с отношением ширины к длине 2:3, воспроизводящее композицию герба в красном и жёлтом цветах».

## Обоснование символики
Символика флага отражает природно-географические и экономические особенности городского поселения Палласовка.
Красный цвет — символ храбрости, мужества, неустрашимости.
Орёл — символизирует свободолюбие, бескрайние степные просторы.
Жёлтый цвет (золото) — символ высшей ценности, прочности, силы, богатства, великодушия, справедливости, милосердия, солнечного света и рассвета.
Жёлтые (золотые) цветы (тюльпаны) — рукотворный цветущий сад.